# Carson McCullersová
Carson McCullersová, rodným jménem Lula Carson Smithová (19. únor 1917, Columbus – 29. září 1967, Nyack) byla americká spisovatelka, psala prózu, dramata i básně. Bývá někdy řazena k tzv. jižanské gotice.

## Život
Její matka od dětství věřila v její uměleckou genialitu, zejména hudební. V 17 letech ji poslala do New Yorku, aby studovala hudbu. Peníze na školné však Carson ztratila v metru. Začala proto v New Yorku pracovat a nakonec se zapsala do kurzů tvůrčího psaní. Inspirována jimi napsala romány Srdce je osamělý lovec či Páv se zlatým okem. Vdala se za spisovatele Reevese McCullerse, ale brzy se rozvedla (1940). Po rozvodu se přestěhovala do Brooklynu. Její polorozpadlý dům se stal útočištěm místních extravagantních umělců. Toto prostředí výrazně ovlivnilo její další romány Svatebčanka a Balada o smutné kavárně. V té době se spřátelila též s Tennessee Williamsem, který ji přiměl k psaní divadelních her.
V roce 1945 se podruhé vdala, znovu si vzala prvního manžela. Jejich vztah byl velmi komplikovaný i proto, že Carson u sebe objevila lesbické sklony a zamilovala se do ženy, švýcarské novinářky a fotografky Annemarie Schwarzenbachové. Reeves se nakonec předávkoval léky. Carson poté upadla do depresí. Brzy se připojily další zdravotní problémy. Několikrát ji skolila mrtvice, kvůli čemuž ji ochrnula polovina těla a byla odkázána na invalidní vozík. Onemocněla též rakovinou prsu.
Šest jejích románů vyšlo česky, čtyři její knihy byly zfilmovány.